# كارتش كيرالي
كارتش كيرالي، هو لاعب أولمبي لرياضة كرة طائرة من الولايات المتحدة. شارك في الأولمبياد الصيفي في 1984–1996، وفاز بما مجموعه 3 ميداليات.

## الميداليات
| ذهب | فضة | برونز | المجموع |
| 3   | 0   | 0     | 3       |

## روابط خارجية
- كارتش كيرالي على موقع الاتحاد الدولي beach volleyball database (الإنجليزية)
- كارتش كيرالي على موقع قاعدة بيانات الكرة الطائرة الشاطئية (الإنجليزية)
- كارتش كيرالي على موقع عالم الكرة الطائرة (الإنجليزية)
- كارتش كيرالي على موقع دوري الدرجة الأولى الإيطالي للكرة الطائرة - رجال (الإيطالية)
- كارتش كيرالي على موقع اللجنة الأولمبية الدولية (الإنجليزية)
- كارتش كيرالي على موقع أوليمبيديا (الإنجليزية)
- كارتش كيرالي على موقع قاعة كاليفورنيا للمشاهير الرياضية (الإنجليزية)